# Guatteria monticola
Guatteria monticola este o specie de plante angiosperme din genul Guatteria, familia Annonaceae, descrisă de Robert Elias Fries. Conform Catalogue of Life specia Guatteria monticola nu are subspecii cunoscute.